# Ceraphron subopacus
Ceraphron subopacus är en stekelart som beskrevs av William Harris Ashmead 1896. Ceraphron subopacus ingår i släktet Ceraphron och familjen pysslingsteklar. Inga underarter finns listade i Catalogue of Life.